# Туманська
Туманська — річка на півдні  Чукотського автономного округу, протікає по території  Анадирського району. Довжина — 61 км (з річкою Нигчеквеем — 268 км). Площа басейну — 9270 км².
У басейні річки відсутні постійні поселення, в нижній течії розташоване занедбане селище Туманське.

## Гідронім
Незважаючи на зовнішню схожість з  російським «туман», має інше походження, найімовірніше від сильно спотвореного  коряк. Тупкуваем — «річка, де коптять рибу».

## Гідрографія
Утворюється злиттям річок Нигчеквеем та Майнельвегиргин, витоки цих річок лежать в північній частині  Коряцького нагір'я (хребти Непрохідний, Плоский, Зубчастий, Тинильвенагти). У басейні річки Нигчеквеем розташоване озеро Майніц тектонічно-льодовикового походження. В середній і нижній течії Туманська протікає по Нигчеквеемській западині  Анадирською низовиною. Впадає в  лагуну Тимна  Анадирскої затоки  Берингового моря. Уздовж гирла розкидано безліч невеликих озер, місцевість навколо сильно заболочена.
Живлення снігове та дощове.

## Фауна
У річці Туманська та її притоках мешкає щука, харіус, влітку на нерест заходять кета, горбуша та нерка.
У річковій заплаві гніздяться: горобці, біла куріпка, сріблясті та сизі чайки, крячок полярний, Побережник чорногрудий, Плавунець круглодзьобий, мородунка, турухтан, Коловодник болотяний, Побережник білохвостий, шилохвіст та інші птахи.